# Felacija
Felacija je vrsta oralnog seksa koja se izvodi stimulacijom muškog spolnog organa. Može se koristiti u svrhu postizanja orgazma, ili kao predigra prije samog seksualnog čina. Također, felacija se katkad prakticira za vrijeme trudnoće kao zamjena za vaginalni seks, kako bi partneri izbjegli eventualne poteškoće i opasnosti od seksa u visokom stadiju trudnoće.
U Hrvatskoj se u svakodnevnom govoru felacija najčešće opisuje pojmom pušenje, dok se na engleskom taj izraz navodi kao blow job.

## Etimologija
Izraz felacija dolazi od latinskog glagola fellare iz kojeg se izvodi imenica fellatus.

## Povijest
Tehnika felacije bila je poznata u drevnoj Grčkoj i Japanu, a spominje se i u indijskoj knjizi Kama Sutra, kao i na keramici kulture Mochu koja je cvala na području današnjeg Perua od 2. do 9. stoljeća.

## Tehnike
Felaciju je moguće izvoditi na više načina. Kod obične felacije, primatelj oralno zadovoljava davatelja bilo da klekne pred njim ili da spusti glavu. Kod poze 69, partneri obostrano pružaju jedno drugome oralno zadovoljstvo. Metoda deep-throating označava seksualni čin pri kojem primatelj u potpunosti prima čitav penis u usta sve do grla, što je teško za naučiti zbog prirodnog refleksa koji tjera na povraćanje.

## Zdravstveni rizici
Osobita pozornost pri oralnom seksu mora se pridavati higijeni. Ne postoji mogućnost postizanja trudnoće na osnovi prakticiranja oralnog seksa, no s druge strane oralni seks nije sigurna metoda za izbjegavanje spolno prenosivih bolesti. Prakticiranjem takvih seksualnih metoda, sudionici se mogu zaraziti virusom HIV-a, kao i nekim drugim bolestima, poput hepatitisa, herpesa, klamidije i gonoreje. Vjerojatnost zaraze je nešto manja nego kod upražnjavanja vaginalnog i analnog seksa, ali ipak postoji.
Postoji povećan rizik od prijenosa spolno prenosivih bolesti ako partner kojem se pruža oralni seks ima ozljede na svojim genitalijama, ili ako partner koji pruža oralni seks ima ozljede ili otvorene rane na svojim ustima ili unutar njih, ili ako ima krvareće desni. Četkanje zubâ, čišćenje zubâ koncem, podvrgavanje zubarskom zahvatu nedugo prije ili poslije pružanja felacije može također povećati rizik prijenosa, jer sve ove aktivnosti mogu uzrokovati sitne ogrebotine na sluznici usta. Ove ozljede, čak i kad su mikroskopske, povećavaju šanse dobivanja spolno prenosivih bolesti, koje se pod ovim uvjetima mogu prenijeti oralnim putem. No, rizik od infekcije spolno prenosivim bolestima općenito se smatra značajno manjim pri oralnom seksu nego pri vaginalnom ili analnom seksu, dok se za prijenos HIV-a smatra da ima najmanji rizik s obzirom na oralni seks.

## Kontroverzije
U nekim sredinama, kao i među nekim pojedincima, postoji negativna percepcija o felaciji, jer ju se na neki način interpretira kao odnos dominacije davatelja nad primateljem čiji se položaj doživljava kao podložnički, jer primatelj često kleči pred davateljem. Iz takvog odnosa, neke žene izvode zaključke o felaciji kao obliku seksualnog podčinjavanja, što zapravo uopće nije tako. Međutim, od kada se ravnopravnost spolova protegnula i na seksualnost, heteroseksualni parovi sve češće naizmjenice upražnjavaju oralni seks, bilo istovremeno (poza 69) ili naizmjenično (vidi: kunilingus).